# آرثر أولاف أندرسن
آرثر أولاف أندرسن (بالإنجليزية: Arthur Olaf Andersen)‏ هو موسيقي أمريكي، ولد في 30 يناير 1880، وتوفي في 11 يناير 1958.

## وصلات خارجية
- آرثر أولاف أندرسن على موقع ميوزك برينز (الإنجليزية)